# ليروي (ويسكونسن)
ليروي (بالإنجليزية: LeRoy, Wisconsin)‏ هي بلدة تقع بولاية ويسكونسن في الولايات المتحدة. تبلغ مساحتها 96.8 (كم²)، وترتفع عن سطح البحر 328 م، بلغ عدد سكانها 1116 نسمة في عام 2000 حسب إحصاء مكتب تعداد الولايات المتحدة وتصل الكثافة السكانية فيها 11.8 نسمة/كم2.

## وصلات خارجية
- http://www.townleroy.com
- The US50 - Cities and Towns in Wisconsin State
- Wisconsin Cities and Towns, Facts, Map, Flag, Colleges, Government, and More